# کارول (فیلم)
کارول (انگلیسی: Carol) فیلمی در ژانر درام دورانی عاشقانه به کارگردانی تاد هینز است که در سال ۲۰۱۵ منتشر شد. نوشتن فیلم‌نامهٔ این فیلم بر عهدهٔ فیلیس نیگی بوده که آن را بر پایهٔ رمان عاشقانهٔ چاپ ۱۹۵۲ به‌نام بهای نمک اثر پاتریشا های‌اسمیت به رشتهٔ تحریر درآورده است. کیت بلانشت، رونی مارا، سارا پلسون، جیک لیسی و کایل چندلر بازیگران این فیلم هستند. داستان کارول در اوایل دههٔ ۱۹۵۰ در شهر نیویورک جریان دارد و به رابطهٔ ممنوعهٔ میان یک عکاس زن مشتاق و یک زن مسن‌تر که طلاق سختی را پشت سر گذاشته می‌پردازد.
کارول از سال ۱۹۹۷ زمانی که فیلیس نیگی اولین پیش‌نویس فیلم‌نامه را می‌نوشت در مرحلهٔ توسعه بوده‌است. شرکت بریتانیایی فیلم‌فور پروداکشنز و مدیر اجرایی وقت آن، تسا راس، هزینه‌های مراحل توسعهٔ فیلم را تأمین کردند. این فیلم در دوره‌ای از توسعه با مشکلاتی همراه بود و با مشکلات مالی، حق انتشار، اختلافات برنامه‌ریزی و دسترسی‌پذیری مواجه شد. در سال ۲۰۱۱ زمانی که الیزابت کارلسن حق انتشار رمان را محفوظ کرد نامبر ناین فیلمز ساخت فیلم را بر عهده گرفت. مراحل تصویربرداری اصلی این فیلم بریتانیایی-آمریکایی در مارس ۲۰۱۴ در سینسیناتی، اوهایو آغاز شد و ۳۴ روز به طول انجامید.
کارول در ۱۷ مه ۲۰۱۵ برای اولین بار در جشنوارهٔ فیلم کن به نمایش درآمد و در ۲۰ نوامبر در ایالات متحده و در ۲۷ نوامبر در بریتانیا اکران شد. بودجهٔ ساخت این فیلم ۱۱ میلیون دلار بود و در نهایت ۴۲ میلیون دلار فروخت و در زمینهٔ کارگردانی هینز و نقش‌آفرینی بلانشت و مارا ستایش شد و همچنین تحسین‌شده‌ترین فیلم سال ۲۰۱۵ بود. کارول در میان نامزدهای نخل طلای کن حضور داشت و مارا در آن‌جا برندهٔ جایزهٔ بهترین بازیگر زن شد. این فیلم جوایز مختلفی را کسب کرد و نامزد دریافت پنج جایزهٔ گلدن گلوب، شش جایزهٔ اسکار و نه جایزهٔ بفتا شده بود. نام این فیلم در چند فهرست از «برترین فیلم‌ها» قرار گرفت و از سوی انستیتوی فیلم بریتانیا به عنوان برترین فیلم ال‌جی‌بی‌تی در تاریخ انتخاب شد. بی‌بی‌سی این فیلم را یکی از برترین فیلم‌های قرن بیست و یکم معرفی کرد.

## داستان
داستان فیلم از رستورانی در شهر نیویورک و در دههٔ ۵۰ میلادی شروع می‌شود. «ترز بلیوت» (با بازی رونی مارا) دختر جوان و عکاسی است که با نامزد خود قصد ازدواج و عزیمت به فرانسه را دارد ولی هنوز تصمیمش را قطعی نکرده‌است. با نزدیکی کریسمس و تعطیلات اواخر سال ترز تصمیم می‌گیرد تا در فروشگاه زنجیره‌ای و حراجی مخصوص کریسمس کار کند. در همین حین زنی میانسال به نام «کارول ایرد» (با بازی کیت بلانشت) را ملاقات می‌کند. کارول بعد از خریدش دستکش‌های خود را در فروشگاه جا می‌گذارد که ترز با یک پست دستکشها را به کارول بازمی‌گرداند. این اقدام ترز باعث نزدیکی او و کارول شده و رابطه‌ای دوستانه میان آن‌ها شکل می‌گیرد. ترز در همین حین متوجه می‌شود که کارول متأهل است و دختر کوچکی به نام «ریندی» دارد و در آستانهٔ جدایی از همسرش «هارج» (با بازی کایل چندلر) قرار دارد. کارول بعد از اینکه متوجه می‌شود که همسرش می‌خواهد حضانت کامل فرزندشان رو بر عهده بگیرد، او داشتن مشکل اخلاقی کارول با دوست صمیمیش ابی را به دادگاه ارائه داده و با همین راه می‌خواهد فرزندش «رینود» را مال خود کند. کارول تصمیم می‌گیرد برای مدتی به شیکاگو و غرب آمریکا سفر کند و از ترز نیز درخواست کرد که همراه او بیاید. ترز نیز پیشنهاد او را قبول کرد و به واسطهٔ همین تصمیم با نامزد خود «ریچارد» قطع رابطه می‌کند. همسرش هم مخفیانه شخصی را برای تحت نظر گرفتن او می‌فرستد.
در حین همین سفر این دو به شدت دلباختهٔ هم می‌شوند و در یکی از هتل‌های بین راه رابطه عاشقانه برقرار می‌کنند، همسر کارول به کمک مأمور مخفیش از این ماجرا مطلع می‌شود تا در دادگاه علیه او استفاده کند، هارج همسر کارول با فشارهای زیاد وی را مجبور می‌کند تا به نیویورک برگردد و در دادگاه حضانت فرزندشان شرکت کند. کارول از دوست صمیمیش «ابی» (با بازی سارا پلسون) درخواست می‌کند تا به شیکاگو بیاید و ترز را به نیویورک برگرداند. کارول در نامه‌ای از ترز می‌خواهد که مدتی با او در تماس نباشد و او را برای مدتی فراموش کند. بعد از آن کارول حضانت کامل فرزندش را به همسرش واگذار می‌کند و ترز نیز در دفتر روزنامهٔ «نیویورک تایمز» مشغول به کار می‌شود. بعد از مدتی کارول با ترز تماس می‌گیرد و از او می‌خواهد که همدیگر را در رستورانی ملاقات کنند و ترز نیز می‌پذیرد. در حین این ملاقات در رستوران کارول از ترز درخواست می‌کند که به خانهٔ جدید او نقل مکان کند و با او زندگی کند ولی ترز قبول نمی‌کند و کارول در همان‌جا به ترز ابراز علاقه می‌کند و می‌گوید که او تنها کسی است که وی را درک می‌کند. بعد از این ملاقات ترز در یک مهمانی دوستانه شرکت می‌کند و در آنجا متوجه می‌شود که هیچ همزبانی ندارد و کسی او را درک نمی‌کند و اینکه چقدر تنهاست. او سریعاً خود را به رستورانی می‌رساند که کارول در آنجا با دوستانش بود. او وارد رستوران می‌شود و در تالار رستوران کارول را می‌بیند سپس آهسته به سمت او پیش می‌رود کارول نیز متوجه حضور ترز می‌شود و این دو برای لحظاتی با نگاه‌های معناداری به هم چشم می‌دوزند و در این هنگام فیلم پایان می‌یابد.

## بازیگران
- کیت بلانشت در نقش کارول ایرد
- رونی مارا در نقش ترز بیلوت
- سارا پلسون در نقش ابی گرهارد
- جیک لیسی در نقش ریچارد سمکو
- جان ماگارو در نقش دنی مک‌الروی
- کوری مایکل اسمیت در نقش تامی تاکر
- کری براونستین در نقش جنه‌ویو کانترل
- کوین کراولی در نقش فرد هیمز
- نیک پاژیک در نقش فیل مک‌الروی
- کایل چندلر در نقش هارج ایرد

## واکنش منتقدین

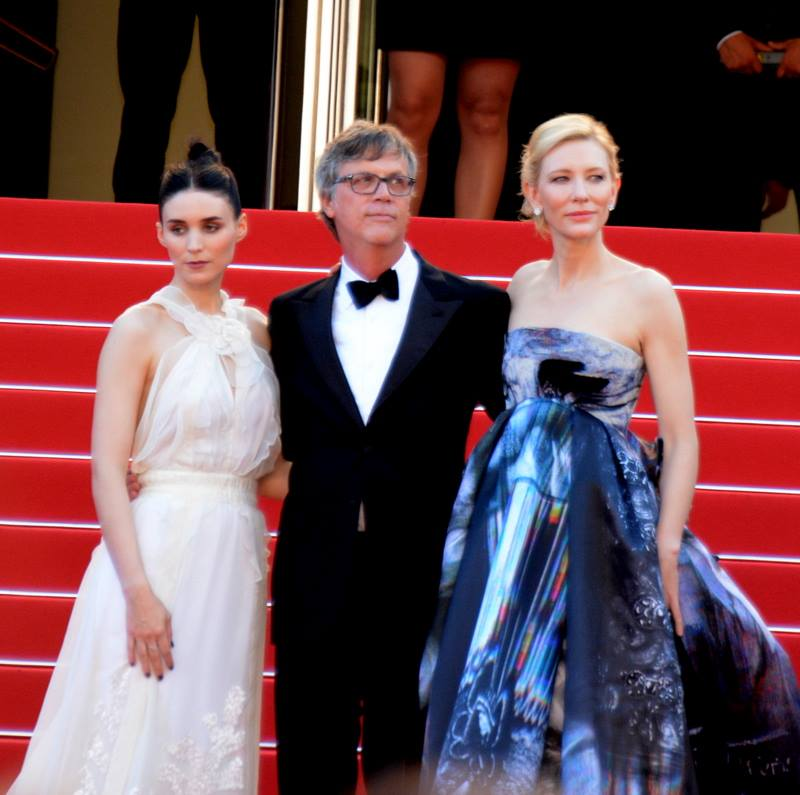
تاد هینز، کیت بلانشت و رونی مارا در اولین نمایش فیلم کارول در جشنواره فیلم کن ۲۰۱۵

این فیلم در ابتدا در ماه مه جشنواره فیلم کن ۲۰۱۵ به نمایش درآمد. فیلم به حدی توجه منتقدین را به خودش جلب کرد و تحسین آنان را برانگیخت که آنان تمامی عوامل فیلم را مستحق جایزهٔ «اسکار» خواندند. منتقدین کارگردانی تاد هینز رادر فیلم ستودند و نقش آفرینی کیت بلانشت و رونی مارا را تحسین کردند و از این فیلم به عنوان یک ملودرام غمگین و آرام یاد کردند.
با آغاز سال ۲۰۱۶ میلادی و گشایش فصل جوایز، این فیلم بسیار خیره‌کننده عمل کرد و توانست عناوین و نامزدی‌ها و جوایز بسیار زیادی را کسب کند و در بسیاری از حلقه‌های منتقدین توانست «بهترین فیلم سال» لقب بگیرد. بسیاری از منتقدین برجسته به این فیلم لقب «شاهکار هنری سینمای آمریکا» را دادند. همچنین در زمینه‌های فنی نیز از جمله فیلمبرداری و طراحی لباس و موسیقی این فیلم بسیار خوش درخشید.

## لیست جوایز و افتخارات
-در «اسکار»:
- نامزدی «جایزه اسکار بهترین بازیگر نقش اول زن» برای «کیت بلانشت»
- نامزدی «جایزه اسکار بهترین بازیگر نقش مکمل زن» برای «رونی مارا»
- نامزدی «جایزه اسکار بهترین فیلمبرداری»
- نامزدی «جایزه اسکار بهترین فیلم‌نامه اقتباسی» برای «فیلیس نیگی»
- نامزدی «جایزه اسکار بهترین موسیقی فیلم»
- نامزدی «جایزه اسکار بهترین طراحی لباس»

-در «بفتا»:
- نامزدی «جایزه بفتای بهترین فیلم»
- نامزدی «جایزه بفتای بهترین کارگردانی» برای «تاد هینز»
- نامزدی «جایزه بفتای بهترین بازیگر نقش اول زن» برای «کیت بلانشت»
- نامزدی «جایزه بفتای بهترین بازیگر نقش مکمل زن» برای «رونی مارا»
- نامزدی «جایزه بفتای بهترین فیلم‌برداری»

.
.
.
-در «گلدن گلوب»:
- نامزدی «جایزه گلدن گلوب بهترین فیلم درام»
- نامزدی «جایزه گلدن گلوب بهترین کارگردانی» برای «تاد هینز»
- نامزدی «جایزه گلدن گلوب بهترین بازیگر زن فیلم درام» برای «کیت بلانشت» و «رونی مارا»
- نامزدی «جایزه گلدن گلوب بهترین موسیقی»

-در «جشنواره فیلم کن»:
- برندهٔ «نخل دگرباشی»
- برندهٔ «جایزه بهترین بازیگر زن جشنواره فیلم کن» برای «رونی مارا»
- نامزدی «نخل طلا» برای بهترین فیلم

## واکنش‌ها راجع به نامزد نشدن در اسکار
فیلم «کارول» با توجه به اینکه در تمامی جشنواره‌ها و مراحل فصل جوایز خوش درخشید و موفق به کسب شش نامزدی در «اسکار» شد ولی موفق نشد در رشته‌های اسکار «بهترین فیلم» و «بهترین کارگردانی» نامزد شود. این مسأله با بازتاب‌ها و حواشی فراوانی در شبکه‌های مجازی همراه شد. بسیاری از مردم و منتقدین و نشریه‌های معتبر این کار آکادمی اسکار را وقیحانه معرفی کرده و به اعضای آکادمی صفت «هوموفوبیا» را نسبت دادند و این عملکرد را محکوم کردند.
منتقدین با اذعان بر اینکه «کارول» یکی از بهترین فیلم‌های سال و از برترین و تکنیکی‌ترین فیلم‌های تولید شدهٔ چند سال اخیر است اعلام کردند که اعضای آکادمی با این‌گونه گام برداشتن و در نظر نگرفتن حق و حقوق اولیه شهروندان و با نژادپرستانه برخورد کردن به اعتبار و حیثیت «اسکار» لطمه می‌زنند.